# Anopheles japonicus
Anopheles japonicus är en tvåvingeart som beskrevs av Yamada 1918. Anopheles japonicus ingår i släktet Anopheles och familjen stickmyggor. Inga underarter finns listade i Catalogue of Life.